# Pygargue à queue blanche
Pour les articles homonymes, voir Pygargue (homonymie).
Haliaeetus albicilla
Espèce
Statut CITES
Statut de conservation UICN

LC : Préoccupation mineure
Le Pygargue à queue blanche (Haliaeetus albicilla) appelé également grand aigle de mer, aigle barbu, orfraie ou encore haliète albicille, est une espèce de rapaces de grande envergure de la famille des Accipitridae. Il est surnommé aigle pêcheur.

## Description

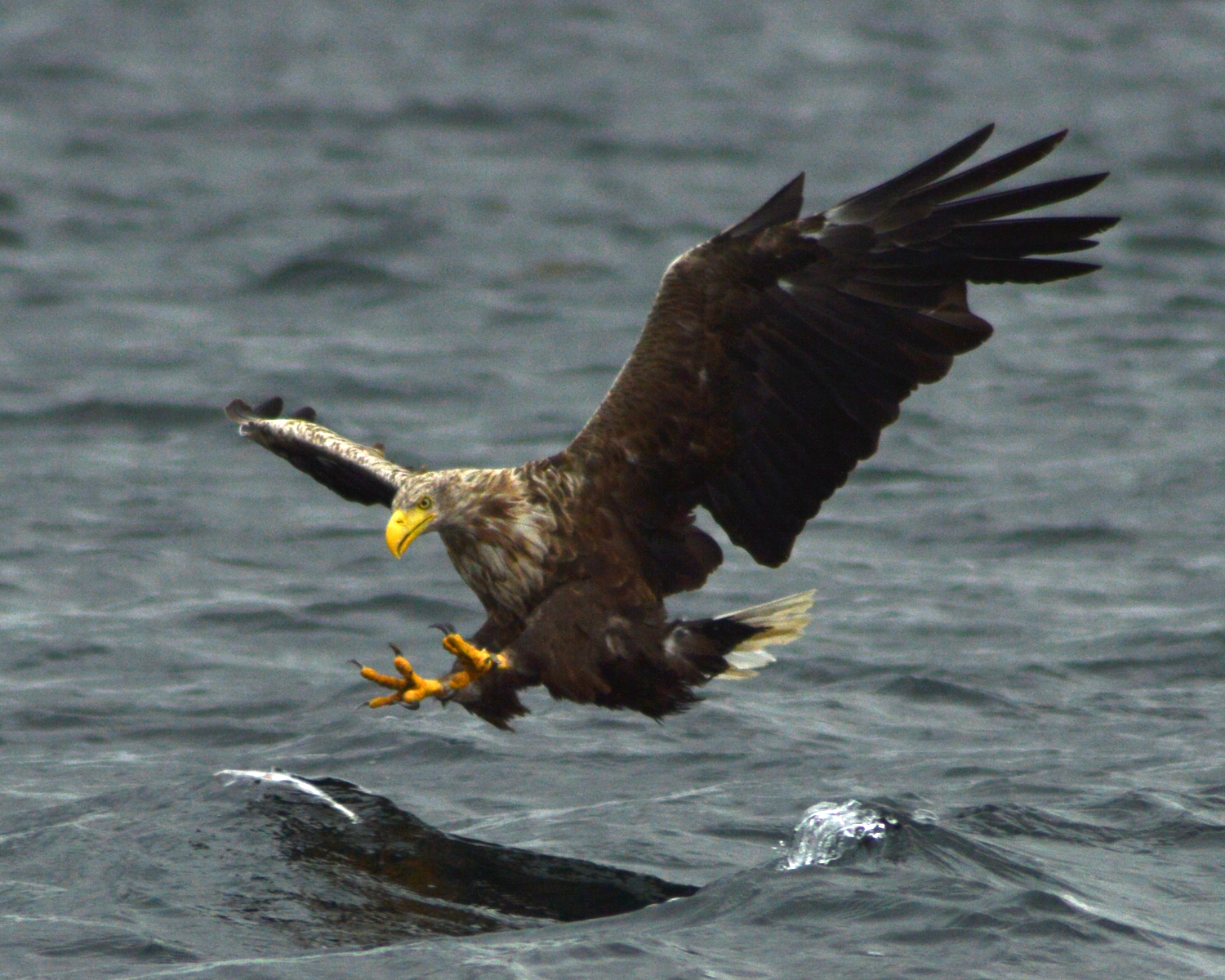
S'apprêtant à agripper un poisson près de l'Île de Mull (Écosse).

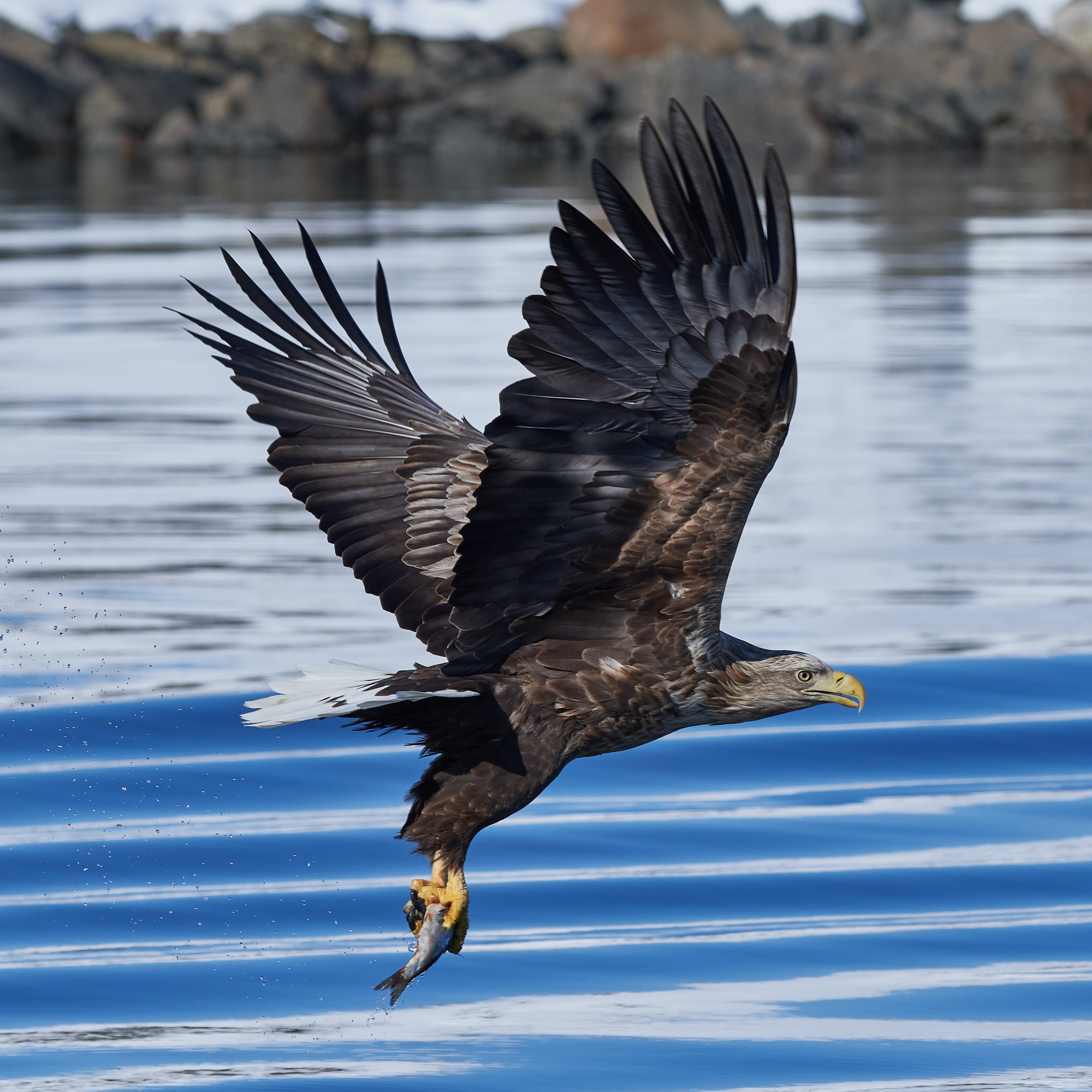
Pygargue à queue blanche emportant un poisson, près de Raftsund, Norvège. Avril 2018.

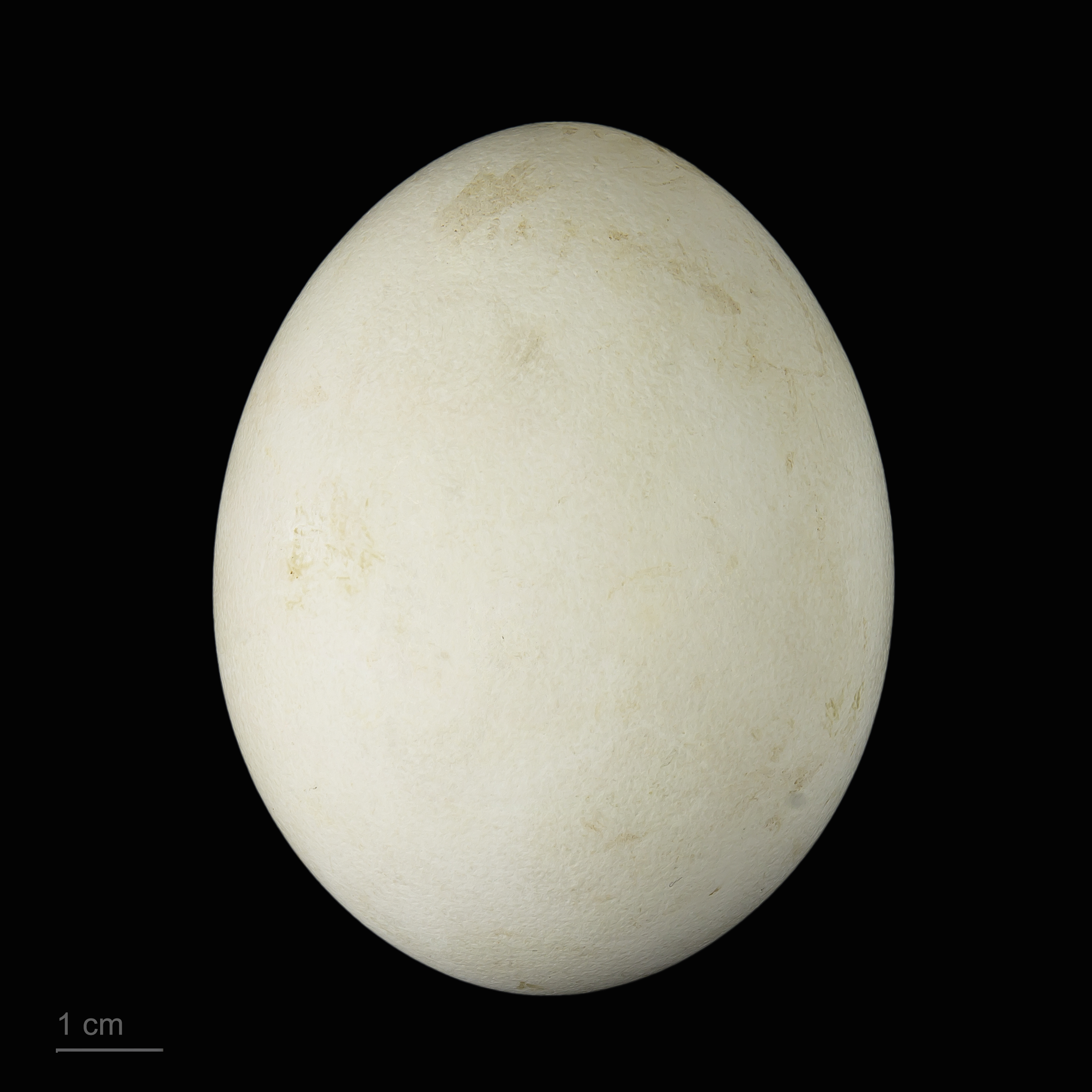
œufs de Haliaeetus albicilla - Muséum de Toulouse

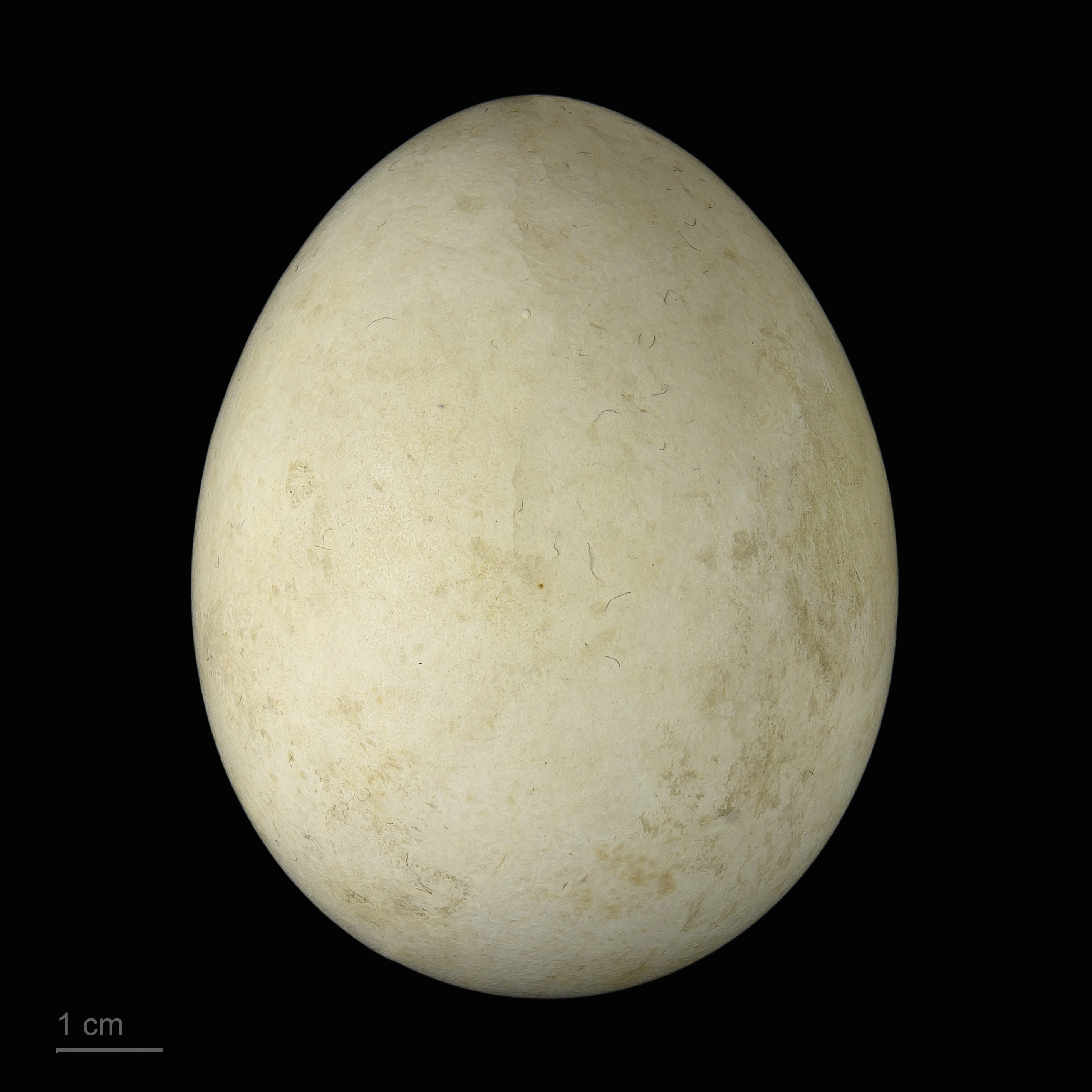
œufs de Haliaeetus albicilla groenlandicus - Muséum de Toulouse

Le Pygargue à queue blanche est très corpulent et de grande taille, il a une silhouette massive caractérisée par une large envergure et une queue courte cunéiforme. L'ensemble du plumage est brun foncé sauf la tête et la base du cou légèrement plus clairs. Les oiseaux âgés ont la tête et le cou blancs. Les adultes ont la queue blanche. La moitié de la longueur des pattes est emplumée. La tête est large et le bec très massif. Les pattes et le bec sont jaunes.
Le juvénile est beaucoup plus foncé, gagnant progressivement le plumage adulte en cinq ou six ans. La queue et le bec sont foncés, et la queue présente une bande terminale foncée chez les subadultes, avant de blanchir.
Le pygargue à queue blanche se fait entendre surtout pendant la nidification, les parades et la défense du territoire. Le mâle émet des cris puissants à la manière rauque des mouettes. La femelle a une voix plus grave. Le cri de contact est une série de « krick-rick-rick-rick », dont la fréquence et la tonalité augmentent. Le cri d'alarme « kli-kli-kli » prévient de l'arrivée d'un intrus sur le territoire.
Sa taille varie de 72 à 94 cm, pour un poids de 5 à 7 kg. L'envergure de ce rapace peut atteindre 240 cm.
C'est un oiseau particulièrement discret en dehors de la période de reproduction. 
Le pygargue à queue blanche est le parent existant le plus proche du pygargue à tête blanche d'Amérique du Nord ; les deux espèces sont sœurs dans un complexe d'espèces, mais le pygargue à queue blanche est plus grand et a une envergure beaucoup plus importante. Dans la nature, ils remplissent la même niche écologique : ce sont tous les deux des rapaces diurnes qui se nourrissent de poissons, de petits mammifères et de membres de la famille des anatidés. Les deux espèces ont divergé des autres pygargues au plus tard lors du Miocène, il y a environ dix millions d'années et auraient été définitivement séparées par la dernière période glaciaire. Les ornithologues modernes croient que les deux ont divergé dans le Pacifique Nord, se propageant vers l'ouest en Eurasie et vers l'est en Amérique du Nord, comme en témoignent les résultats du génome mitochondrial (ADNmt).

## Comportement

### Vol
Le pygargue à queue blanche tient ses ailes tendues à plat ou légèrement arquées quand il plane. Quand il glisse, elles sont serrées vers l'avant, et plutôt aplaties ou un peu arquées, souvent avec la main abaissée. Le vol est lourd, avec des séries de battements peu profonds, intercalés de courts glissés. En vol, le pygargue à queue blanche rappelle souvent le vautour.

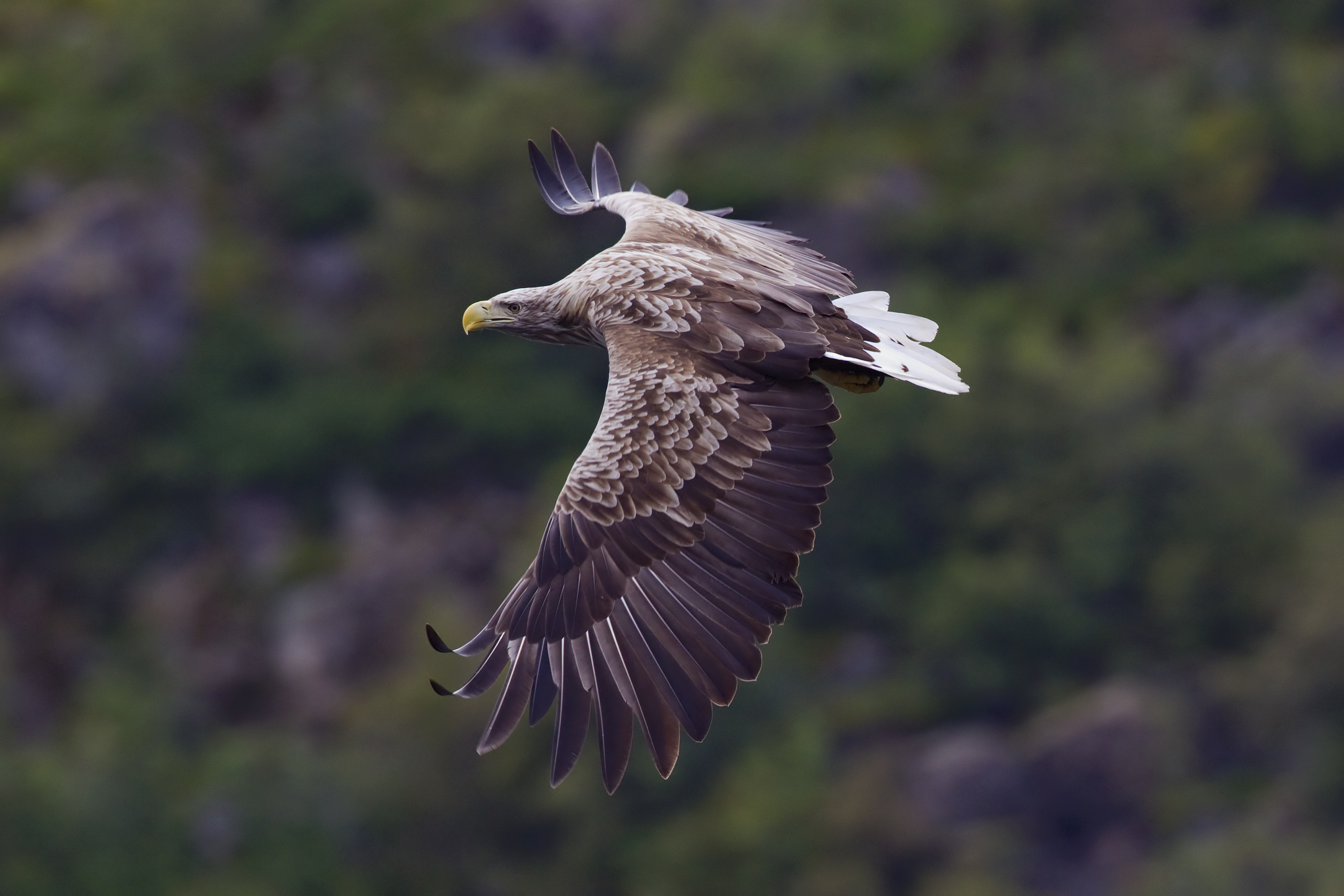
Adulte en vol à Svolvær (Norvège).

### Alimentation
Il possède quasiment la même technique de chasse que les autres pygargues ou aigles pêcheurs, à la différence qu'il fait preuve d'endurance et est capable de poursuivre sa proie jusqu'à épuisement. 
Le pygargue à queue blanche se nourrit d'oiseaux, de mammifères ou de poissons. Il apprécie le gibier d'eau (oies, foulques, canards, etc.) mais il est surtout friand de poissons. Il ne dédaigne pas les cadavres quand les temps sont durs et que la nécessité se fait sentir. Il chasse à l'affût, en volant assez bas ou en décrivant des cercles en hauteur afin de repérer ses proies.
Il pêche sur les eaux calmes qui lui permettent de voir les poissons. Quand une proie est repérée, il vole brièvement sur place, juste au-dessus, puis il la saisit au cours d'un vol rasant, en projetant rapidement ses serres dans l'eau. Il peut aussi rester immobile ou patauger sur le bord pour y trouver des poissons. Plus rarement, il pratiquera aussi le piqué. 
Lorsqu'un poisson est trop lourd, il le tire jusqu'à la rive en battant des ailes. Les oiseaux et les mammifères sont plutôt capturés par surprise. Il épuise les oiseaux aquatiques et leur chasse est plus longue. Sa victime plonge pour éviter l'attaque, et il choisit le moment où elle remonte pour se précipiter sur elle. C'est en répétant ces attaques qu'il parvient à capturer sa proie. Il capture aussi des oiseaux en vol, anatidés ou grands corbeaux. Il passe beaucoup de temps perché, sans bouger, sur un arbre, ou s'aventure en planant à travers son territoire.

### Reproduction
Les couples restent sur leur territoire à l'année. Ils sont unis pour la vie et se reproduisent dans le même territoire chaque année. Au printemps, les parades aériennes se déroulent au-dessus du territoire. Les deux partenaires volent à environ 200 mètres de hauteur, proches l'un de l'autre, et effectuent des figures, des piqués et simulent des attaques.

#### Nidification
Son nid, auquel il rajoute des branches chaque année, est particulièrement volumineux et construit soit au sommet d'un grand arbre soit à l'abri d'une falaise inaccessible. Chaque couple en a plusieurs qui sont utilisés à plusieurs reprises et pendant une période importante.
Le pygargue à queue blanche construit son nid à quelques kilomètres des lieux de gagnage, souvent en lisière de forêt ou à la campagne, à proximité de l'eau, dans de vieux arbres centenaires (pin sylvestre ou hêtre). Suivant la région, il peut aussi nicher sur des récifs ou des îles au large et sur les falaises.
La femelle dépose 2 à 3 œufs blancs, à intervalles de 2 à 5 jours, occasionnant ainsi des naissances échelonnées. L'incubation dure environ 35 à 45 jours, assurée par les deux parents, mais surtout par la femelle qui surveille les poussins en permanence pendant les premiers quinze jours qui suivent la naissance. À quatre semaines, ils restent seuls au nid, tandis que les adultes chassent. Ils commencent à voler à l'âge de deux mois et demi, et restent aux alentours du nid pendant deux à trois semaines. Il leur faudra encore deux mois ou plus pour devenir indépendants. 
Cinq années lui sont nécessaires pour atteindre la maturité sexuelle. 

## Sous-espèces
D'après la classification de référence (version 14.1, 2024) de l'Union internationale des ornithologues, le Pygargue à queue blanche possède 2 sous-espèces (ordre philogénique) :
- Haliaeetus albicilla albicilla (Linnaeus, 1758) — Europe, du nord de l'Asie jusqu'à l'Inde et Chine ;
- Haliaeetus albicilla groenlandicus Brehm, CL, 1831 — Groenland.

## Répartition et habitat

### Répartition

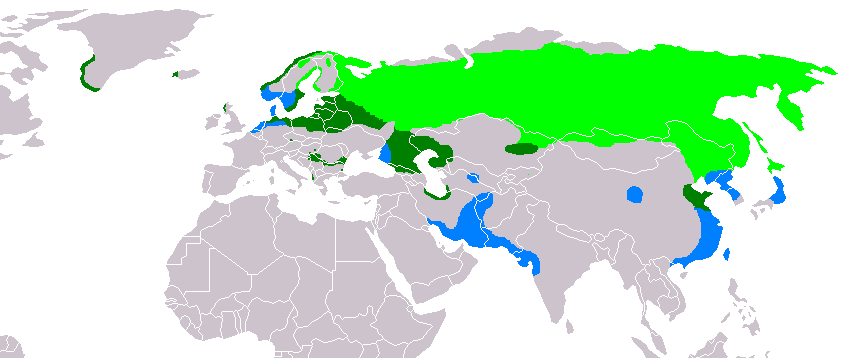
habitat permanent
zone d'hivernage
nidification

Son aire de répartition s'étend du Groenland au nord de l'Europe et à la Sibérie. Quelques pays européens accueillent une forte population de pygargues à queue blanche : la Norvège, le nord de l'Allemagne, la Pologne, les pays baltes et la Russie.
En France, on le retrouve occasionnellement en bordure de milieux humides. Il est présent majoritairement dans la moitié Nord de la France sur de rares sites (Jura, pays des étangs…).

### Habitat
Le pygargue à queue blanche est une espèce liée aux milieux aquatiques (côtes maritimes, grandes rivières, lacs, etc.), soit à l'intérieur des terres, soit au bord de mer. Dans les terres, le pygargue à queue blanche se plaît au bord des lacs et des fleuves propices à la prédation, dans la toundra et dans la forêt. Sur les côtes, il fréquente les falaises rocheuses escarpées.
En Europe, les pygargues à queue blanche adultes sont en général sédentaires. Les oiseaux nordiques (nord de la Russie et Laponie) descendent vers le sud en hiver. Les oiseaux âgés vagabondent, mais les jeunes bougent davantage et sont presque migrateurs.

## Le Pygargue à queue blanche et l'Homme

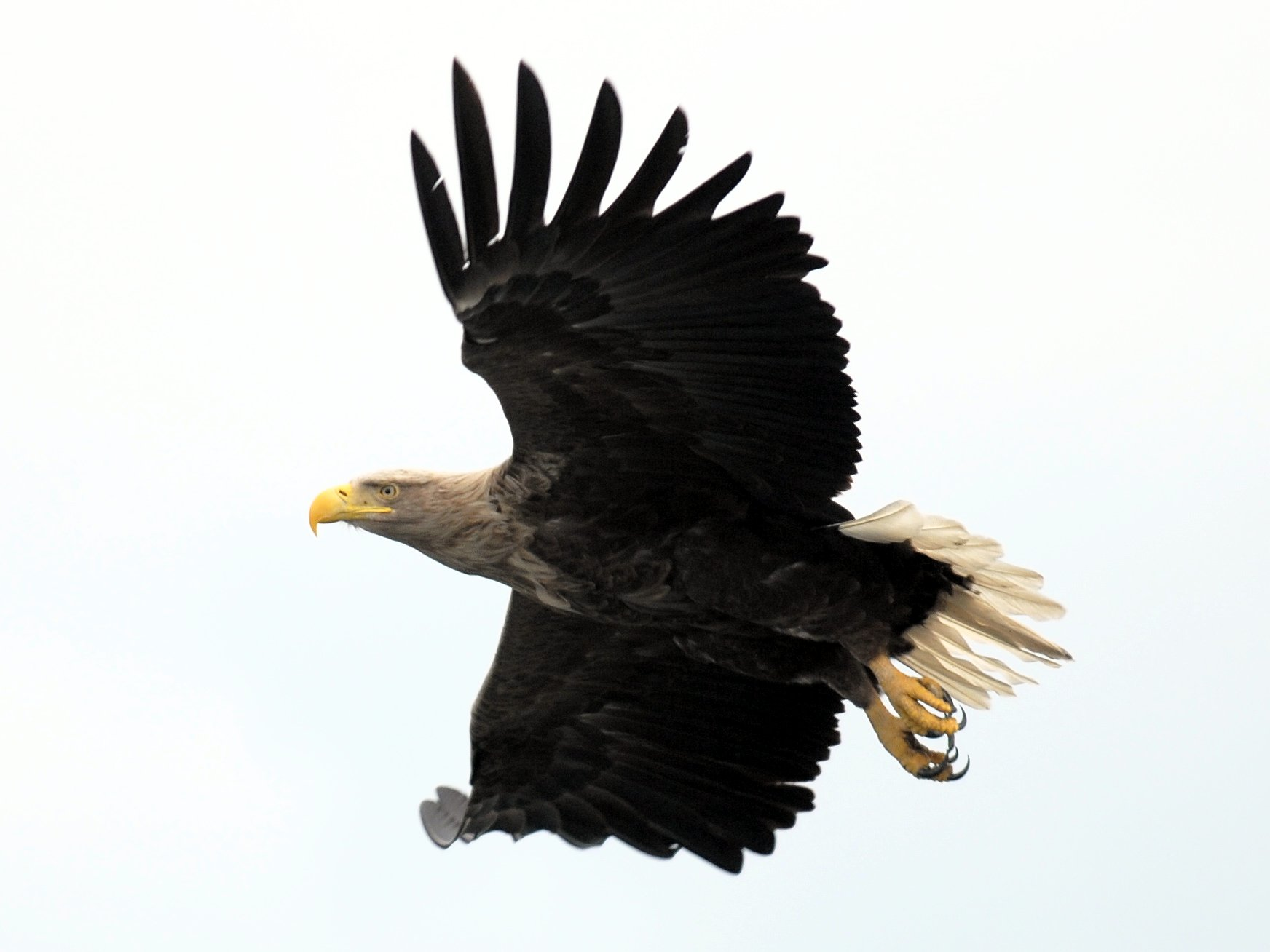
Pygargue à queue blanche dans la baie de Greifswald.

### Statut de conservation
Même si actuellement les effectifs du Pygargue à queue blanche sont en légère croissance, grâce à l'abandon des polluants les plus toxiques, et à sa protection dans toute l'Europe, en 2015, la population européenne était estimée entre 9 000 et 12 300 couples reproducteurs. La chasse, les empoisonnements, la pollution des eaux, les prélèvements d'œufs et de poussins ainsi que la destruction et la disparition des zones humides, sont les principaux dangers qui la menacent.

#### En france
L'oiseau a été officiellement déclaré disparu en tant que nicheur du territoire français depuis 1959.
En 2016, son statut IUCN en France est passé de RE (Espèce disparue de France métropolitaine) à CR (en danger critique d'extinction),. En effet, la découverte en Moselle (Grand-Est) en 2011 du premier couple reproducteur de Pygargue à queue blanche depuis sa disparition atteste du retour spontané de l’espèce en France. Deux autres couples, en Champagne humide et en Brenne se sont ensuite installés. La population française de pygargues est estimée à 3 couples reproducteurs, qui ont donné 5 jeunes à l'envol en 2020.

### Réintroduction en France
En 2022, il est réintroduit au bord du lac Léman, dans le cadre d'un programme de réinsertion des pygargues en France sur l'impulsion de Jacques-Olivier Travers fondateur du parc animalier les Aigles du Léman dans la commune de Sciez en Haute-Savoie. Le programme prévoit la réintroduction de 6 oiseaux pour tester les différents éléments du programme. Si le programme fonctionne, il est prévu que 80 oiseaux soient relâchés sur le bassin lémanique d’ici 2030. À terme, l’objectif est de recréer une population de 3–4 couples sur le bassin lémanique et d'initier la colonisation du haut-Rhône, définie comme région prioritaire par le Plan National d’Action.

### Protection

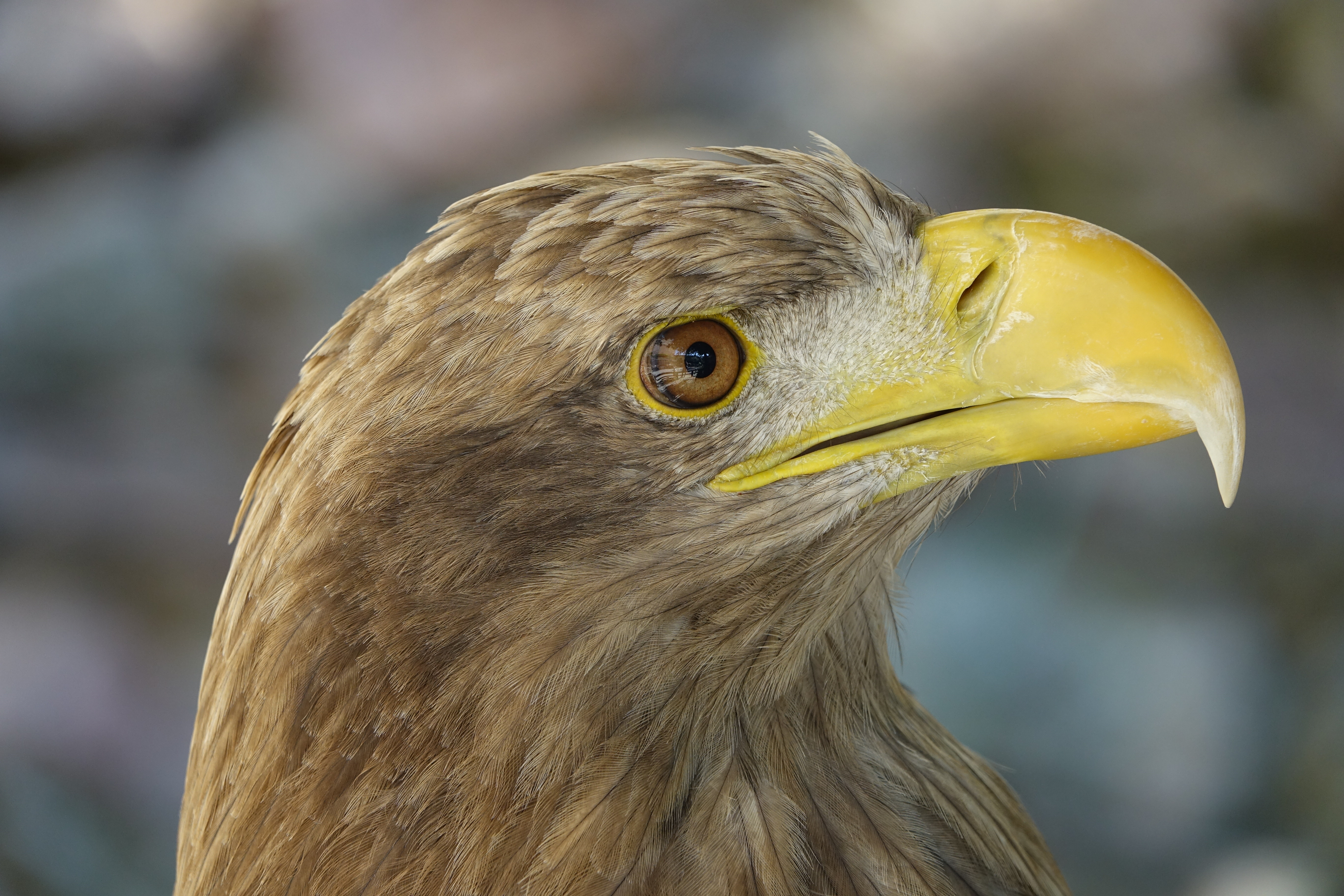
Portrait de pygargue à queue blanche à la volerie des aigles, France. Aout 2023.

Le Pygargue à queue blanche bénéficie d'une protection totale sur le territoire français depuis l'arrêté ministériel du 17 avril 1981 relatif aux oiseaux protégés sur l'ensemble du territoire. Il est inscrit à l'annexe I de la directive Oiseaux de l'Union européenne. Il est donc interdit de le détruire, le mutiler, le capturer ou l'enlever, de le perturber intentionnellement ou de le naturaliser, ainsi que de détruire ou enlever les œufs et les nids et de détruire, altérer ou dégrader leur milieu. Qu'il soit vivant ou mort, il est aussi interdit de le transporter, colporter, de l'utiliser, de le détenir, de le vendre ou de l'acheter.
Ainsi dans le cadre d'un procès contre des chasseurs ayant abattu un pygargue à queue blanche, le procureur a requis quatre mois de prison avec sursis, une amende de 61 300 €, la confiscation des armes et le retrait du permis de chasse. Sur dix individus réintroduits en 2024, trois ont été abattus par balle par des braconniers. 

### Archéologie
Des recherches en archéologie ont permis de découvrir la présence de 3 squelettes complets de pygargue à Orléans. Les ossements indiquent que 3 rapaces ont été enterrés côte à côte de manière symbolique lors du IIe ou du Ier siècle av. J.-C.. Sur certaines monnaies carnutes frappées à Orléans figure un rapace qui semble être un pygargue à queue blanche.
D'autres restes de Pygargues à queue blanche ont été trouvés sur divers sites paléontologiques sur l'ensemble du territoire français et sur une vaste période.

## Voir aussi

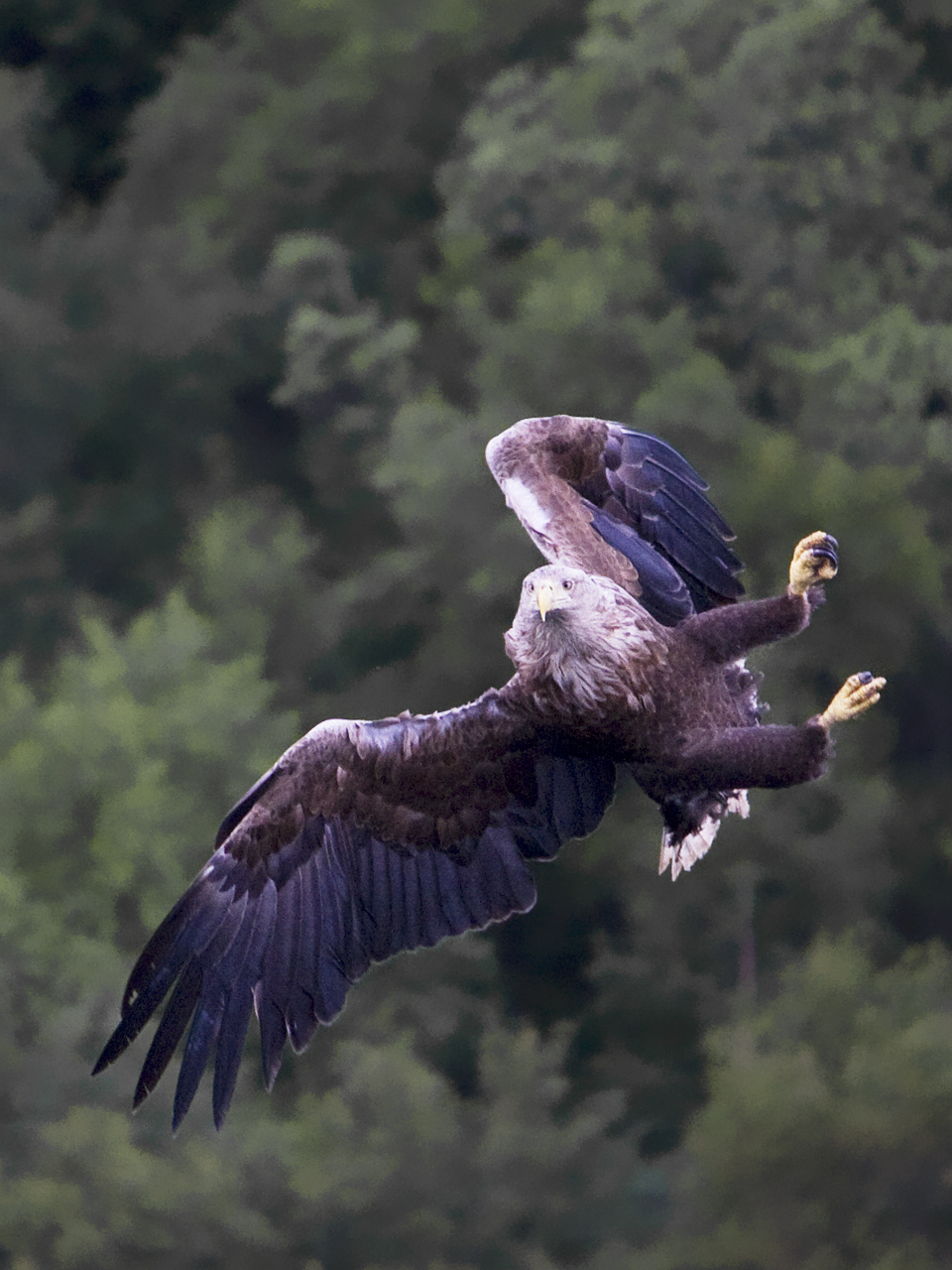
Adulte effectuant un virage (Île de Skye).